# Jan Gies
Jan Augustus (Jan) Gies (Amsterdam, 18 augustus 1905 - aldaar, 26 januari 1993) nam in de Tweede Wereldoorlog deel aan het verzet tegen de Duitsers in Amsterdam en hielp met zijn vrouw Miep Gies om Anne Frank en haar familie te verbergen tijdens de Jodenvervolging.
Jan en Miep Gies hadden na de Bevrijding enige tijd inwoning van de naar Amsterdam teruggekeerde Otto Frank. Jan overleed op 26 januari 1993. Na zijn dood verhuisde Miep naar Hoorn, ze overleed 11 januari 2010 op 100-jarige leeftijd.